# Концерт для фортепіано з оркестром № 11 (Моцарт)
Концерт для фортепіано з оркестром № 11 Фа мажор (KV 413) Вольфганга Амадея Моцарта написаний 1782 року.
Складається з трьох частин:
1. Allegro
2. Larghetto
3. Tempo di menuetto